# Yukarıkırlı, Yeşilova
Yukarı Kırlı là một xã thuộc huyện Yeşilova, tỉnh Burdur, Thổ Nhĩ Kỳ. Dân số thời điểm năm 2010 là 105 người.